# 冈格艾孔丹
冈格艾孔丹（Gangaikondan），是印度泰米尔纳德邦Cuddalore县的一个城镇。总人口10254（2001年）。

## 人口
该地2001年总人口10254人，其中男性5288人，女性4966人；0—6岁人口1370人，其中男705人，女665人；识字率73.22%，其中男性为80.56%，女性为65.40%。